# メキシコシティ包囲戦
Template:Campaignbox French intervention in Mexico
メキシコシティ包囲戦は、1867年フランス第二帝政のメキシコ出兵におけるメキシコ共和国軍とメキシコ帝国軍の戦闘の一つであり。メキシコ帝国軍が籠城する首都メキシコシティをメキシコ共和国軍が包囲しこれを陥落させた。これによって1861年から続いたフランスのメキシコへの干渉は終結し、1864年に成立したフランスの傀儡国家、第2次メキシコ帝国は滅亡し1857年に成立したベニート・フアレスの自由主義派による共和国政府はメキシコの唯一かつ正統な政府として返り咲いた。1857年に始まったレフォルマ戦争を含めると足かけ10年にわたるメキシコの戦争は終結した。
:283

## 状況
メキシコシティはフランス軍に占領されていた。フランス軍は1867年2月5日に最後の部隊が撤退を決めた。
 
1週間後、皇帝マクシミリアンはメキシコシティを離れケレタロに近衛兵とともに向かった。
:140. 
21日に、w:Vicente Riva Palacio将軍とw:Diego Álvarez Benítez将軍が4千の兵を連れて首都の近くに到来した。 
 帝国軍ではレオナルド・マルケス将軍が首都防衛の最高司令官とみなされていた。
マルケスは首都に向かう途中のサン・ロレンソをディアスのせいで迂回することになった。
マルケスは騎兵とともに歩兵を残して逃走した。コドリッチュ大佐は行進にと退却軍を防御するための後衛の形成よって危機を脱し、軍を首都に入城させた。
:295-3005月12日、:284 外国の司令官は、自分たちの将兵を危機にさらすマルケスの行動にかんし次善の策を講じることで合意した。彼らは、ケーヴェンフュラー大佐をマルケス排除後の最高司令官に選んだ。彼らはまたメキシコ人らから独立した条件で合意に達する停戦条約の交渉で同意した:272-273:231。
首都は400門の大砲で守られていた。2日には共和国軍はApisacoへの鉄道路線を押さえ、鉄道によるプエブラからの軍事物資の輸送を開始した:236。15日にはポルフィリオ・ディアスがヴィラ・グアダルーペに到着し、これを取り囲んだ。しかし帝国軍の大砲にこれは阻止された。要塞化されたサン・ロレンソの 水道橋とPeralvilloのVallejo村を防衛していたフランス治安部隊は撤退した。 これらの地域はすでにオーストリア軍500とメキシコ軍200によって防衛体制が確立されていた:232,237。オーストリアの隊列はハンマーシュタイン伯によって指揮されていた、彼は1867年5月25日に塹壕にいたところ頭に被弾し死亡した。背が高く頭の禿げていた彼は格好の標的となった:253。首都と連絡する補給路は18日にディアス軍1万2千が到着すると切断された。
共和国軍は、秋の雨はあらゆる軍事行動の障害となるために、それまでに首都を攻略するよう急いだ。
ディアスは到着するや、マルケス将軍、トマース・オハラン将軍と帝国の元国務大臣の逮捕を布告した。 
彼はまた、オーストリア義勇兵を捕虜にすれば、これをみな処刑することも発表した。
Francofon soldiersの人命の60％はフランス軍の脱走兵によってされていた。
4月20日、プロイセンの傭兵フェリックス・ザルム＝ザルムの妻アグネス・ザルム＝ザルムはディアスの幕営地を訪れ、マクシミリアンの命と引き換えにヨーロッパの義勇軍を解散する申し出をした。彼女の申し出は受け入れられなかったが、彼女はオーストリア・ハンガリー軍を26日時点で中立のプロイセン軍の管理下に置くことで説得した。

## 包囲
17日に、ケレタロが陥落し、マクシミリアンが逮捕されると、マリアーノ・エスコベドの1万5千の軍が首都包囲支援に回された。
 23日にはディアスは首都包囲の輪を窄めて、タクバヤに進行し、5月30日にベレンでフランスのゲリラ兵に遭遇した:243, 269。San Antonio Abadで軍勢を立て直す6月9日まで彼らは、引き返すことになる:274-275。
その間、首都での飢餓は耐えがたいものになっていた。包囲戦の最中に住民22万人の半分が逃亡したと記録されている。1日に1万4千人が逃亡したという事例もある。
飢餓はきわめて深刻であり、地元住民による小規模な反乱を引き起こした。6月8日には、Theatre Iturbideに莫大な穀物が隠匿されているという噂が立った。暴徒は入り口を破壊して、建物にあふれかえった。少しのコーンフレークが見つけられたがこれはすぐに略奪された。 
暴動は略奪しようと威嚇しながら、エスカレートし、市場にも到達した。一層大規模な軍と市民との間の衝突と、門を開放することを阻止と共和国軍の首都攻略をこれら暴動は導くことを危惧し、オーストリア・ハンガリー軍は群衆を襲撃し、これを蹴散らした。パニックを避けるためと反帝国派の士気を上げるために武器は使用されなかった。
さらなる暴動を阻止するために、全ての食糧がhouse-to-houseの調査によって判明し、フサール騎兵と憲兵によって人々に分配された。
:318-319

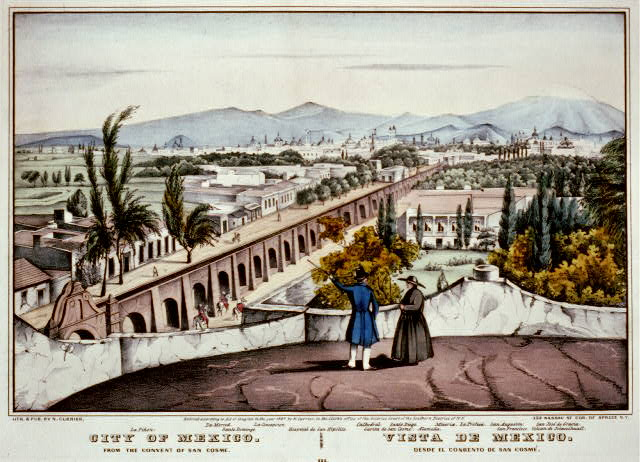
the attacked aqueduct at the garita leading to the city

7月14日には、砲兵軍のラミレス・アレラノ将軍が炭焼き商人に変装し、首都に潜入し、帝国の状況を報告したのち、一帯から到着した。
マルケスはケレタロの帝国の勝利の噂を広める機会を得、アレラノの到着をその偽の証拠として使用した。
:320-321皇帝はケレタロで勝利し、首都解放のために進軍しているとの噂が広まると盛大な祝宴が催された。  
ディアスは祝祭を、首都がお祝い気分で気が散漫なために、膠着状態を破る機会と見た。 
正午に、彼は兵士とともに少しずつ水路を伝いながら、San Cosmeとベレンに予想外の攻撃を敢行した。
先住民とフランス軍が驚愕の攻撃に対し武器を取った。
彼らは2門の大砲を保有し、水路の両サイドに標的を絞った。6人が唯一の退路を断たれる羽目になった。
自由主義派は3度にわたり主導権を握ろうとしたが、それらすべてが撃退され、彼らは退却した:281-282。襲撃の試みの終わりには、何百もの自由主義派の兵士が大地に死体をさらしていた:321。
18日にフランスとオーストリアの司令官があった時、オーストリア側はゲリラ兵に皇帝が身柄を拘束されていることとオーストリアは残る戦闘においては中立を宣言し、すでに共和行軍と交渉に入っていることをゲリラ兵に通知した。
フランスの司令官シュネは両国のかつての合意に言及した。それは双方の了解なしに降伏はしないというものである。翌日、すべてのヨーロッパの軍が武器を置き、包囲戦の終結を待った。
:283-284フランス軍は San Pedro y San Pabloで抵抗していた。そのころ他のヨーロッパ諸国は軍は国立宮殿を占拠していた:326:348。
元手が不足していたので、マルケス将軍はBarron, Forbes & Co.からの15万ドルに夢中になりw:Nacional Monte de Piedadからの6万ドル以上を押収した。 
包囲されて以来物資は首都に届かず、その結果食料品店は空になり、課税の強制は事態を悪化させた。
3軒のパン屋のみが兵士と2万の住民のために営業していた。強盗は日常茶飯事となった。無数の人々が餓死した。あらゆる商取引が完全に中断した。

### 逃亡の試み

#### 5月18日
最初の脱出の試みは5月18日に行われた。メキシコ帝国の歩兵はたやすく分散された。
下馬した騎馬隊は介入し、共和国軍の城壁に攻撃を加えた。コドリッチュが周辺の食糧を調べるための道を開けるためだけあった。 
十分な農産物を集めた後、帝国軍は帰還した。
:312

#### 6月9日
2度目の攻撃は6月9日の朝2時に開始された、市への道を確保するためにSanta Fé fortを占領する計画の準備ののちにである。
マルケスは、皇帝は軍の残りとともに首都に到来すると信じていた。午前4時にケーヴェンヒューラーの「赤い軽騎兵」はSan Antonio Abadのフランスの対ゲリラ部隊と合流した。
5時には憲兵連隊と、キロガ旅団が一緒になり、共和国軍を攻撃した。フランス軍は予備として残された。6時にはタベラ将軍はフェイント攻撃をPiedad riverに敢行した。作戦は敵の包囲ラインを刺すことに成功したが、全軍ともに、都市に帰還した。 
:320:273-275

#### 6月17日
三度目の出撃はマルケス自身によって率いられた。これは、ケレタロの陥落とマクシミリアンの捕縛に関する情報を受けたので、首都から離れそれに運命をゆだねる秘密の企てであった。
6月17日の夜に、6000人を先頭に、マルケス軍はクアルトス橋を通りラ・ピエダード方向に進んだ。
大砲が撃たれたときにタクバヤから来た彼はディアスによってそこで止められた。
この時にレヴァ大佐の大隊はほぼ壊滅し、ディアスがテラン将軍のオアハカ第一 lancers大隊に命令を出した時に、クアルトス橋はほとんどディアスに奪われ共和国軍の残りは強化された。
彼はすこしばかりテランの第二、第三 Lancer 大隊、ナランホ将軍と彼のw:Los Morales騎兵とw:Coyoacánからのフェリックス・ディアスの騎兵隊に追撃された。 
帝国軍は帰る術は今来た橋を戻る以外なかった。これはマルケス軍の多大な損害をもたらし、ディアスの砲兵隊に覆われた。
:279:345:206

### 交渉

#### ディアスとオハラン
6月18日にメキシコ帝国軍のO'Horán将軍は夜道中で合うように説得し、首都からこっそり抜け出し赤色灯のシグナルを認識に使用した。
drummersとbuglersの警護を受けていたディアスは同様のシグナルで応答した。不運にも帝国軍の狙撃主に場所が明らかになりすぐに狙撃された。
オハランはマルケスを狙撃事件について非難し、自身の無実を誓った。2度目の夜にはオハランは首都から飛び出しディスに会いった。
彼はマルケスと他の主要な将校らを含む首都の降伏、単独で海外に逃亡できるパスポートと引き換えにを提案した。
ディアスは首都が孤立無援であることを考えると、このような申し出は無意味だと感じた。
オハランは首都が陥落も指名手配の将校の捕縛もできるがどうか確実ではなく、自分の申し出はそれらを保証すると主張した。ディアスは再び申し出を拒絶し、逃亡しなければ首都陥落と同時にオハランを捕えると警告した。
:280:227

#### ディアスとケーヴェンフュラー
ケレタロ陥落の知らせが首都にもたらされた。マクシミリアンは自身の捕縛に際して、メキシコ駐箚プロイセン大使のアントン・フォン・マクヌス男爵に自身の監獄に行き裁判前に法的な相談にのってほしいと書き送った。
オーストリアの司令官らは疑い、この電報で伝えられていない手紙を偽造と考えた。謀略の可能性を避けて、彼らは、軍事情勢における皇帝の意思を明確にするために皇帝に署名のある手書きの手紙を送るように間接的に要求することで、マクヌス男爵に文書の真贋を検めるように要求した:313-314。
現地の商人が皇帝の逮捕を確認後、コドリッチュ大佐は外国軍は首都を防衛する意義を失ったと宣言し、主張した:315。
17日、オーストリア大使のエドワルド・ラーゴ男爵は6月2日にケレタロから逃れ、16日にタクバヤに戻っていた、はこの日にケーヴェンフュラー大佐に「皇帝陛下はオーストリア国籍のすべての将兵がこれ以上の流血をさけるように」との内容の親署のある詔書を送付した。
オーストリア将兵は、詔書の信頼性を確かに認め、即時停戦を決定し、ラーゴ大使にディアス将軍との調停を依頼した。
Although the agreement had never been ratified it came to an effect on the day of the general surrender:325-326, they presented themself disarmed at the National Palace at the time of the Republican takeover:326.

#### ディアスとタベラ
6月17日、第二軍団総司令官のラモン・タベラ将軍はディアスとの接触を取り始めたが、何も得るものないまま戻ってきた。
彼は6月19日にマルケスが国庫の財産を持って逃亡したときには最高司令官とみなされていた。 
ある理論では、彼は外国人義勇兵によって生きたまま棺桶に入れられて、とある墓地までは運ばれて、夜中に旅立つ準備をしたという。 
彼は果物商人に扮装しベラクルスに無事到着した:281。他の資料では彼が粉屋にふんした腹心オハランとともに赴いたとある:384。オッターボーアメリカ合衆国総領事は兵士の死刑を禁止することを引き換えにメキシコ市側は降伏するという休戦協定を提案しようとした。 
ディアスは総領事の提案を聞くのを拒否し、彼に戻るためのわずかな時間を与えた:347。彼がカルロス4世騎馬像のそばを通過したときに砲撃が再開された。
マルケスの不在を確認した後、白旗が首都の建物に掲げられ、降伏のためのシグナルが攻囲軍に発信された。
公式のメッセージはタベラに代わりミゲル・ペーニャ、ディアス・デ・ラ・ヴェガとカルロス・パラフォクスによってディアスの伝えられ、了承された。
:282-283

#### ディアスとチズマディア

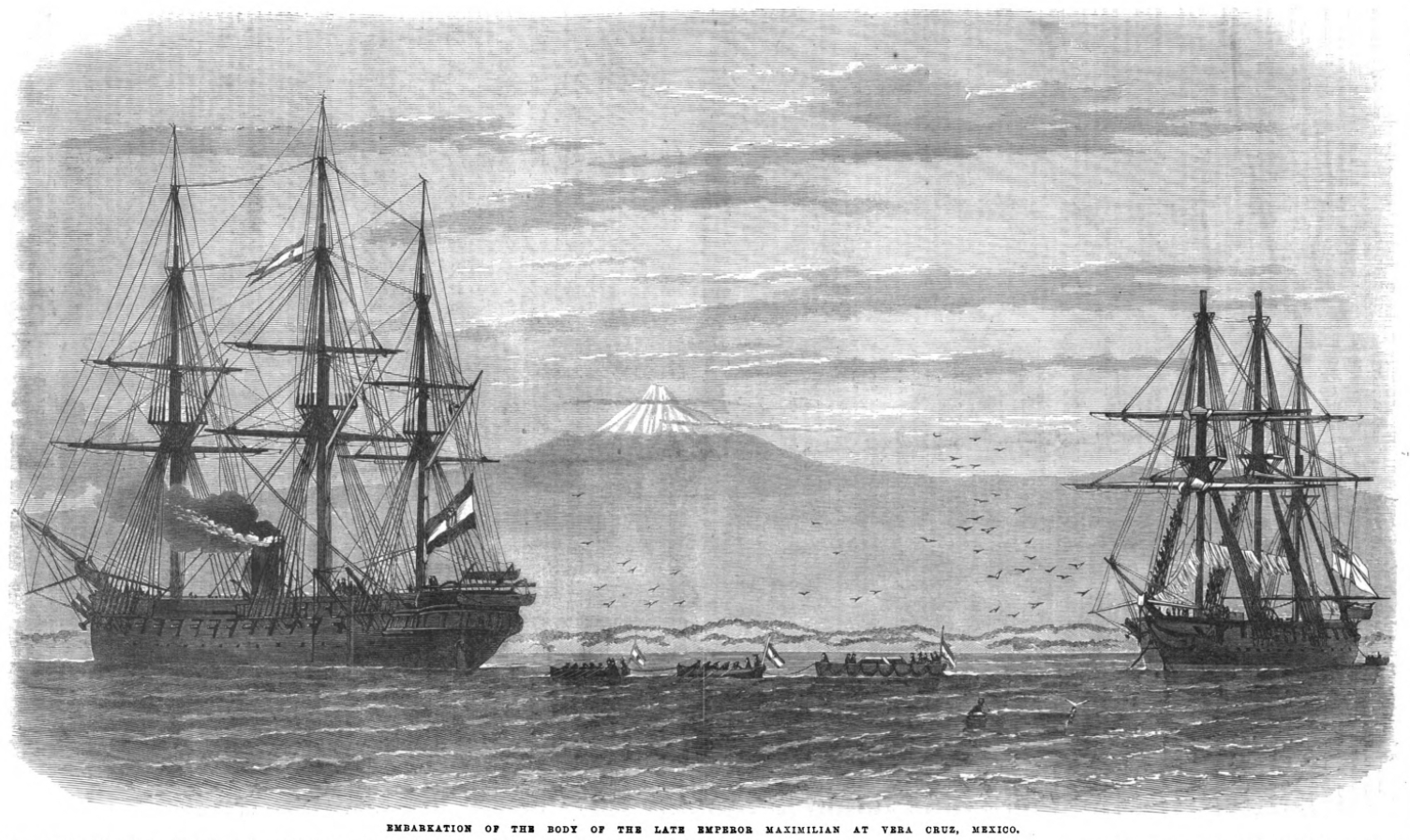
Austrian ship SMS Novara comes for the discharged officers

包囲後、ディアスはハンガリー軍が首都にいることを知らされた:239。
このとき、ハンガリー騎馬隊は国立宮殿に避難しており、
:348、このときにディアスは個人的にCsizmadia少佐を送り届け、面会の時間を与えた。 :239:591 
ディアスが捕虜となって抑留されていたときCsizmadiaはプエブラの捕虜収容所の管理中尉であり、二人は知己を得た。
:213  
あるときに、ディアスは下士官によって浴室に運ばれるのを拒んだので、Csizmadiaがそれを引き受けた。これらは大変珍しいことであった。
彼は将軍を食事のために招き、これを了承した:237-238:213。中尉は受刑者を友好的に処遇し、闘牛をともに観戦した:237-238:213。
ディアスはこれ以上の友情は拒否した。彼は元帝国派のラベルを貼られ、それまでのイメージを壊されることを恐れたからである。
:237-238:213
1865年9月20日に、彼は縄と短刀使って脱獄に成功した:44。
ハンガリー将校も黙認した :16。
彼はCsizmadiaの寛大で高貴な態度を称賛し、回顧録で何度も触れている。
:237-238:221-222:231
これは包囲後に捕虜となったCsizmadiaを探し出し、彼とかれのハンガリー連隊をベラクルスに移動し、オーストリア義勇軍の生き残りとともにオーストリアの軍艦ノヴァラ号での帰国を許可する理由となった:239:231。Csizmadiaはまた、同時に降伏したオーストリア軍の交渉を助けた:591。

### 最後の日
終わりが近いと感じて、マルケス将軍は首都から逃亡し、亡命した。6月20日にRamon Taberaが指導者となった。彼はすぐに降伏の交渉に入り、ディアスは受諾し、翌日には首都入城を果たした。治安維持と住民への食糧の支給といった対策ののちにディアスは帝国の将校、議員、帝国の要人らに24時間中に自発的な恭順の意を取るよう求めた。
The only ones who did so were General Tabera and a few others. 
ディアスは3つの刑務所を帝国の高級幹部の違う省庁の同じ職階ごとに収監できるように準備した。
いわれのない罰は禁止された。彼らの家族は自由に面会ができた。これら収監者にはVidaurri, Lacunza, O'Horan,と Manuel Ramirez Arellanoがいたが、彼らの多くがのちに逮捕された。 
:295:346-348:229-230フアン・ホセ・バスが新たに 6月21日に発足のメキシコ共和国の首都メキシコ警察長官に任命された。
Finally President Juárez ceremonially visited the city on 21 July and issued a general amnesty. Army was reduced to 18,000 conscripts.

## 備考
- a だれがオハランを銃殺したかは資料によって異なる。Charles d' Héricaultはこれはフアレスの希望だったと主張した[10]:237, 385。アメリカ公使マルクス・オッターボーの手紙には包囲戦後の共和国のオハランの裁判で、その判決によって処刑されたとある[22]:440。w:James Creelmanはまた、処刑とフアレスを結ぶつけている[8]:295-296。当時w:The New York Times は彼はマルケスによって裁判以下かけられ処刑されたと報じていた[23]。